# Otilio Borrás
Otilio Borrás (Barcelona, ? - ?) foi um ciclista espanhol que competiu a princípios do século XX. Foi Campeão espanhol de médio fundo nos anos 1908 e 1909. Também fez um bom papel no Campeonatos nacionais em estrada, onde foi terceiro e segundo em 1909 e 1910 respectivamente.

## Palmarés
1908
- -  Campeonato da Espanha depois de moto stayer

1909
- -  Campeonato da Espanha depois de moto stayer

1911
- - 5.º à Volta à Catalunha